# Bukkeholshøe
De Bukkeholshøe is een berg behorende bij de gemeente Lom in de provincie Oppland in Noorwegen. De berg, gelegen in Nationaal park Jotunheimen, heeft een hoogte van 1865 meter.
De Bukkeholshøe is onderdeel van het gebergte Jotunheimen.